# Pseudophilautus macropus
Pseudophilautus macropus é uma espécie de anfíbio da família Rhacophoridae.
É endémica do Sri Lanka.
Os seus habitats naturais são: florestas subtropicais ou tropicais húmidas de baixa altitude e plantações .
Está ameaçada por perda de habitat.